# La Colegiala
La Colegiala is een single van Sandra Reemer. Het is afkomstig van haar album She's the one.
La Colegiala (Het schoolmeisje) is een cover van een lied geschreven door Walter Leon Aguilar. Hij schreef het voor zijn muziekgroep Los Ilusionistas, die het in Peru hebben uitgegeven. Delen van de muziek werden gebruikt voor reclames van Nescafé. Gary Low had er in de stijl van Italodisco in 1984 een hitje mee in België, Nederland, Spanje (nr 1), Zwitserland en Zweden. Rob en Ferdi Bolland, beter bekend als Bolland & Bolland schreven er een nieuw tekst bij. Het arrangement was van Hans Hollestelle en Peter Schön. Muziekproducent was Martin Duiser. De B-kant Sway is geschreven, gearrangeerd en geproduceerd door de gebroeders Bolland.

## Hitnotering
Sandra Reemer had er in 1990 weer eens een hit mee.

### Nederlandse Top 40
| Positie: | 36 | 26 | 23 | 23 | 35 | uit |

### NederlandseSingle Top 100
| Positie: | 95 | 75 | 62 | 37 | 29 | 25 | 38 | 59 | 82 | uit |

### BelgischeBRT Top 30
Geen notering.

### VlaamseUltratop 50
| Positie: | 41 | uit |

## Andere versies
Naast Sandra Reemer, hebben ook tal van andere artiesten en band coverversies van La Colegiala gemaakt, waaronder ook de Gipsy Kings. In 2017 maakte de Nederlandse dj The Boy Next Door er een danceversie van, in samenwerking met Fresh Coast. Hun versie werd ingezongen door de Nederlandse zanger Jody Bernal, die in 2000 een enorme hit had met het nummer "Que sí que no". “Het nummer begon als een gesamplede versie van het origineel. Het eerste idee stuurde ik naar Fresh Coast en met veel werk kwam er een compleet nieuwe versie en werden de vocalen van Jody Bernal toegevoegd”, aldus The Boy Next Door. Deze versie van La Colegiala haalde de 5e positie in de Nederlandse Top 40 en was daarmee succesvoller dan de versie van Sandra Reemer. In Vlaanderen haalde het de 21e positie in de Tipparade. Ook buiten het Nederlandse taalgebied haalden The Boy Next Door, Fresh Coast en Jody Bernal de hitlijsten. Zo belandde hun versie ook in de Tipparade in Wallonië, haalde het de 43e positie in Frankrijk en de 75e in Zweden.
Sandra Reemer

Al di là · Stille nacht, heilige nacht · 'k Zweef aan m'n ballonnetje · Gloria, gloria · Sluimer zacht · Singapura · Hoe leit dit kindeke · Mijn gitaar · Kopi susu · Als jij maar wacht · Een bos rozen · Heimwee · Mijn concert · Teddy song · Jij vergeet · Since you have gone · (I've got) A love like a rainbow · Simon Zealotes · Love me, honey · The party's over · Trust in me · This is your heartbeat · How little we know · Colorado · Nothing's gonna change · It hurts to be in love · America here I come · Indonesia · Get it on · Rien ne va plus · Fly like an angel · Gold · All out of love · Sleep with me tonight · Laughter in the rain · Goodnight, sweetheart, goodnight · Smoke gets in your eyes · La colegiala · For your love · He was the one · Love is cruel · Domenica · The last goodbye · Mensen zoals jij · Kom naar me toe · Alles wat ik wil · Een boom voor het leven · De mooiste droom is vogelvrij
Sandra en Andres

Storybook children · Somethin' in my heart · For the first time in my life · Reach for the moon · Let us pray together · Love is all around · Those words · Que je t'aime · Mary Madonna · Als het om de liefde gaat · Mama mia · Auntie · Aime-moi · Dzjing boem! · True love · You believed · Oh, nous sommes très amoureux
Dutch Divas

Work that body · From New York to L.A.